# Bandits of the West
Bandits of the West è un film del 1953 diretto da Harry Keller.
È un western statunitense ambientato nel Texas con Allan Lane.

## Produzione
Il film, diretto da Harry Keller su una sceneggiatura di Gerald Geraghty, fu prodotto da Rudy Ralston, come produttore associato, per la Republic Pictures e girato nell'Iverson Ranch a Chatsworth, Los Angeles, e nell'area di Burro Flats nelle Simi Hills, in California, dal 25 marzo 1953. Il titolo di lavorazione fu Constable of Carson City.

## Distribuzione
Il film fu distribuito negli Stati Uniti dall'8 agosto 1953 al cinema dalla Republic Pictures. È stato distribuito anche in Brasile con il titolo Aventuras no Oeste.

## Promozione
Le tagline sono:
- RANGE POWDERKEG! READY TO EXPLODE ON THE SPARK OF A SIX-GUN!
- RANGE WAR!...Sparked Into Flaming Fury By The Flash Of A Six-Gun
- LAWLESS GUNSLINGERS! Blazing Six-Gun Show-Down!